# ابوه
ابوه (به لاتین: Aboh) در نیجریه است که در ایالت دلتا واقع شده‌است.